# Маклин, Дункан
Дункан Маклин (англ. Duncan McLean; 20 января 1868, Рентон — 17 ноября 1941, там же) — шотландский футболист, защитник, выступавший за «Ливерпуль» в конце XIX века.

## Карьера
В 1892 году Джон Маккена и его партнёр на посту менеджера «Ливерпуля» Уильям Барклай пригласили Маклина в состав только что созданного клуба из «Эвертона». Дункан стал одним из футболистов, сформировавших знаменитую «Команду Маков» — первый состав клуба, в котором тогда в основном играли шотландцы и не было ни одного англичанина. Маклин принял участие в первом официальном матче «Ливерпуля» против «Хайер Уолтон», состоявшемся 3 сентября 1892 года в рамках розыгрыша Ланкаширской лиги. Мерсисайдский клуб выиграл этот матч с разгромным счётом 8:0, а по итогам сезона праздновал победу в турнире и получил право войти в состав Второго дивизиона Футбольной лиги.
2 сентября 1893 года «красные» обыграли «Мидлсбро Айронополис» на Пэрадайз Филд со счётом 2:0 в первом в истории матче «Ливерпуля» в рамках турнира Футбольной Лиги. Клуб так и не проиграл ни одной игры в той кампании и по её завершении победил «Ньютон Хит» (с 1902 года команда называется «Манчестер Юнайтед») в переходном матче за право выступать в Первом дивизионе. В том сезоне Маклин, являвшийся пенальтистом команды, забил 5 мячей. «Ливерпуль» задержался в Первом дивизионе лишь на один год, а затем вернулся во Второй дивизион. По окончании сезона Дункан покинул мерсисайдский клуб и вернулся в Шотландию, где стал выступать за «Сент-Бернардс».
Дункан Маклин провёл два матча за сборную Шотландии, дебютировав в команде 21 марта 1896 года в матче против Уэльса в рамках Чемпионата Великобритании. Шотландцы выиграли эту встречу со счётом 4:0.

## Достижения
- Чемпион Второго дивизиона: 1894
- Чемпион Ланкаширской лиги: 1893